# Piptocarpha poeppigiana
Piptocarpha poeppigiana là một loài thực vật có hoa trong họ Cúc. Loài này được (DC.) Baker miêu tả khoa học đầu tiên năm 1873.